# Ilex skutchii
Ilex skutchii är en järneksväxtart som beskrevs av Edwin, Theodore `Ted' Robert Dudley och W.J. Hahn. Ilex skutchii ingår i släktet järnekar, och familjen järneksväxter. Inga underarter finns listade i Catalogue of Life.